# Économie du Grand Casablanca

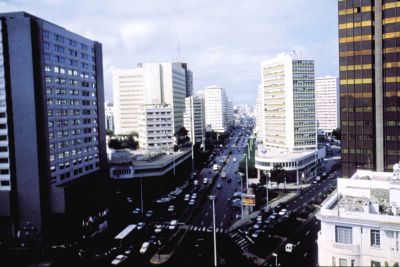
Vue sur les immeubles de l'avenue des F.A.R. (Forces armées royales), à Casablanca

La région du Grand Casablanca, d'une superficie de plus 1 615 km2, produit à elle seule 32.20% du PIB marocain, possède 42 % des établissements industriels, attire 48 % des investissements et compte 30 % du réseau bancaire ainsi que presque la totalité des sièges des banques et assurances. Elle jouit d'infrastructures portuaires, aéroportuaires, ferroviaires et routières qui facilitent la circulation des marchandises et des personnes. Le port de Casablanca cumule près de 33 % des échanges extérieurs avec quelque 20 Mt/an. Celui de Mohammédia 11 %. L'aéroport Mohammed V concentre 40 % des mouvements d'avions avec 43 000 t/an et 51 % des mouvements de passagers. 

## Infrastructures
Le réseau routier du Grand Casablanca s’étend sur une longueur de 644 km répartis entre : 
- Autoroutes : 64 km
- Routes nationales : 103 km
- Routes régionales : 70 km
- Routes provinciales : 404 km

Soit une densité de près de 40 km/km2.
Le trafic enregistré sur ce réseau est de 30 000 à 35 000 véhicules par jour sur les routes nationales et 25 000 à 30 000 sur les autoroutes.
Le réseau ferroviaire comporte 80 km en double voie électrifiée. La région est aussi desservie en partie par Al Bidaoui, un réseau express régional ferroviaire (RER) comprenant huit stations et qui relie l'aéroport Mohammed V à Aïn Sebaâ, et prochainement la ligne sera prolongée jusqu'à Mohammédia. Il permet le transport de près de 8 millions de passagers par an. 
Le secteur des services représente 57 % des activités, arrivent en bonne place, l'industrie 41 % et loin derrière, l'agriculture, la pêche et l'élevage avec 2 %.